# Элои
Элои (англ. Eloi) — вымышленная гуманоидная раса, описанная в романе Герберта Уэллса «Машина времени». Путешественник во Времени встретил их в 802 701 году. 

### В романе Уэллса
Элои невысоки ростом (до четырёх футов), грациозны, изнеженны, слабы физически.

Я пристально разглядывал их изящные фигурки, напоминавшие дрезденские фарфоровые статуэтки. Их короткие волосы одинаково курчавились, на лице не было видно ни малейшего признака растительности, уши были удивительно маленькие. Рот крошечный, с ярко-пунцовыми, довольно тонкими губами, подбородок остроконечный. Глаза большие и кроткие, но — не сочтите это за тщеславие! — в них недоставало выражения того интереса ко мне, какого я был вправе ожидать.
Носят яркую одежду, одинаковую для мужчин и женщин. Внешняя разница между полами невелика. Образ жизни элоев весьма примитивен: они живут в обветшалых древних зданиях, питаются фруктами, проводят время в беспечных детских играх.
Уровень умственного развития элоев крайне низок и близок к уровню интеллекта маленьких детей. Элои практически полностью лишены альтруизма и сострадания — не испытывают никакого побуждения помочь попавшему в беду сородичу, даже если им самим это ничем не угрожает. Испытывают инстинктивный страх перед темнотой и колодцами, ведущими в подземелья.
Элои — выродившиеся потомки буржуазии, и во всем зависят от морлоков — потомков рабочих, живущих под землей. Морлоки обеспечивают элоев одеждой и пищей. А сами элои служат пищей морлокам, из правящего класса превратившись в скот.

### В кинофильмах
- в фильме «Машина времени» 1960 года элои показаны как невысокие светловолосые европеоиды.
- в экранизации «Машины времени» 2002 года элои представлены людьми смешанной расы с примитивной культурой. Имеют чёрные прямые или курчавые волосы, а кожу от светло-медного цвета до коричневого. Они строят свои дома на обрывах утёсов, а сами передвигаются по лестницам и канатам. Это необходимая мера для защиты от морлоков, которые из-за своей массы и неуклюжести не могут попасть туда. Днём выходят на большую землю и занимаются охотой и собирательством, так как морлоки не выносят свет. Чтобы отдать дань своим погибшим, элои возводят огромные ветряки. Некоторые из них знают английский, и почитают, как «великий язык древних».

### В мультсериалах
«Опаздывающий Филип Дж. Фрай» — седьмой эпизод шестого сезона мультсериала «Футурама».